# Lätt industri
Lätt industri är en typ av industri som är mindre kapitalintensiv än tung industri, med mindre maskinanläggningar, och i många fall en högre grad av förädling av konsumtionsvaror. Till lätt industri kan bland annat räknas tillverkning av konfektion och möbler.